# 清水稔
清水 稔（しみず みのる、1945年 - ）は、日本の歴史学者。佛教大学歴史学部歴史学科名誉教授。元副学長。専門は中国近現代史・近代日中関係史。

## 略歴
- 1945年生まれ。
- 1967年名古屋大学文学部史学科東洋史学専攻卒業。
- 1973年名古屋大学大学院文学研究科東洋史学専攻修了。
- 1974年から1976年まで愛知大学教養部非常勤講師。
- 1977年から1983年まで名古屋大学文学部史学科東洋史研究室助手兼岐阜大学教育学部非常勤講師。
- 1977年から1983年まで佛教大学文学部専任講師兼愛知大学教養部非常勤講師。
- 1982年から1983年まで京都大学人文科学研究所非常勤講師。
- 1982年から1984年まで立命館大学文学部非常勤講師。
- 1983年から1991年まで佛教大学文学部助教授。
- 1991年佛教大学文学部教授。
- 2001年から2006年まで佛教大学副学長。
- 2007年4月から2008年3月まで佛教大学国際交流センター長。
- 2007年5月から2008年3月まで佛教大学国際交流研修室長。
- 2009年4月から再び佛教大学副学長。
- 2009年4月から2011年3月まで佛教大学キャリア開発室長、佛教大学教員免許状更新講習室長も兼務。[1]
- 2015年定年退職。

## 著書

### 単著
- 『東洋史概説-中国史を中心として』（佛教大学通信教育部、1990年）
- 『湖南五四運動小史』』〈京都大学人文科学研究所共同研究報告「五四運動の研究」第5函16〉（同朋舎、1992年）
- 『東アジアの村落と家族』（佛教大学総合研究所、1996年）
- 『東洋史学特殊研究III-辛亥革命期の政治・社会・文化構造について』（佛教大学通信教育部、1999年）
- 『曽国藩－天を畏れ勤・倹・清を全うした官僚』（山川出版社「世界史リブレット人」、2021年）

### 講演・口頭発表等
- 「近代中国における革命と民衆」（第45回近代思想史研究会、2008年）
- 「近代中国における外来思想の受容をめぐって」（鷹陵史学会第18回年次研究大会、2009年）
- 「近代中国の国家と民衆」（第46回近代思想史研究会、2009年）

## 所属学会
- 東アジア近代史学会
- 東洋史研究会
- 鷹陵史学会
- 東方学会